# Gerrit Voorting
Gerrit Voorting, né le 18 janvier 1923 aux Pays-Bas et mort le 30 janvier 2015 à Heemskerk, est un coureur cycliste néerlandais.

## Biographie
Professionnel de 1950 à 1961, il a notamment remporté deux étapes du Tour de France, en 1953 à Dieppe et en 1958 à Dunkerque. Il a porté le maillot jaune une journée pendant le Tour 1956 et trois jours lors du Tour 1958.
Son frère Adri Voorting a également été coureur cycliste professionnel de 1953 à 1960.

## Palmarès

### Palmarès amateur
- 1947
  - 3e du Tour de Hollande-Septentrionale
  - 3e du Ronde van Kruiningen
  - 10e du championnat du monde sur route amateurs
- 1948
  - Ronde van Midden-Nederland
  - 2e du Ronde van Zuid-Beveland
  - 2e du Ronde van Wilhelminadorp
  -  Médaillé d'argent de la course en ligne aux Jeux olympiques
  - 3e du Tour de Luxembourg amateurs
  - 3e du Ronde van Oud-Vossemeer

### Palmarès professionnel
- 1949
  - 3e du championnat des Pays-Bas sur route
- 1951
  - 5e du championnat du monde sur route
- 1952
  - 6e étape du Tour des Pays-Bas
  - 3e du Tour des Pays-Bas
- 1953
  - 4e étape du Tour de France
  - 2e du championnat des Pays-Bas de poursuite
- 1954
  - 2eb étape des Trois Jours d'Anvers (contre-la-montre par équipes)
  - 3e du Tour des Pays-Bas
  - 3e du championnat des Pays-Bas sur route
  - 7e du Tour d'Italie
- 1955
  - 1reb étape du Tour de France (contre-la-montre par équipes)
  - 3e du championnat des Pays-Bas de poursuite
- 1956
  -  Champion des Pays-Bas du scratch
  - 7e du championnat du monde sur route
- 1957
  - 7e et 8e étapes du Tour des Pays-Bas
  - 2e de Bruxelles-Charleroi-Bruxelles
- 1958
  - 2e étape du Tour de France
  - 2e étape du Tour des Pays-Bas
  - Grand Prix du 1er mai
  - 3e du championnat des Pays-Bas sur route
- 1959
  - Grand Prix Beeckman-De Caluwé
  - 3e du Grand Prix de la ville de Vilvorde
  - 3e du Grand Prix de la ville de Zottegem

## Résultats sur les grand tours

### Tour de France
10 participations
- 1950 : abandon (11e étape)
- 1951 : non-partant (15e étape)
- 1952 : 22e
- 1953 : 17e, vainqueur de la 4e étape
- 1954 : 17e
- 1955 : abandon (8e étape), vainqueur de la 1reb étape (contre-la-montre par équipes)
- 1956 : 11e,  maillot jaune pendant 1 jour
- 1957 : 29e
- 1958 : 47e, vainqueur de la 2e étape,  maillot jaune pendant 3 jours
- 1959 : abandon (14e étape)

### Tour d'Italie
3 participations 
- 1954 : 7e,  maillot rose pendant 1 jour
- 1955 : 31e
- 1957 : 24e